# Pedro García Olivo
Pedro García Olivo (Fuente-Álamo, Cartagena, 1961) és un antipedagog murcià. Nasqué en una família humil, estudià filosofia i es llicencià en geografia i història a la Universitat de Múrcia, on es graduà amb la tesi La policía de la Historia Científica. Crítica del discurso historiográfico. Treballà un temps de becari al Departament d'Història Moderna i Contemporània de la Universitat de Múrcia. Durant els anys 1980 marxà a Nicaragua, on treballà en cooperatives del govern sandinista per a desplaçats de guerra de Matagalpa, i després fou investigador a la Universitat de Budapest. Alhora, aprovà les oposicions a professor d'institut de batxillerat.
Deixà l'ensenyament i durant vuit anys treballà com a pastor de cabres a les muntanyes de l'interior del País Valencià. El 2001 va demanar el reingrés i treballà com a professor de geografia i història a Alpont, fins que el 15 d'octubre de 2010 renuncià a la plaça. La publicació d'El irresponsable (2000) suscità una forta polèmica pels seus plantejaments antiescolars, no sols de les escoles convencionals sinó també dels experiments pedagògics alternatius, ja que considera la figura del mestre com un mercenari del sistema capitalista.

### Llibres
- Un trozo de hueco.  Iralka, 1999, p. 120. ISBN 9788489806122.
- La paciencia de los locos. Una entrevista a Pedro García Olivo.  Las Siete Entidades, 2000, p. 19.
- El irresponsable.  Las Siete Entidades, 2000, p. 94. ISBN 9788492069835. 2a i 3a edició: Brulot 2008.
- El husmo. Los filos reseguidos del dolor.  Las Siete Entidades, 2003, p. 141. ISBN 9788492069859.
- Desesperar.  Iralka, 2003, p. 230. ISBN 9788489806238. Textos Subterráneos va editar una versió ampliada en portuguès el 2014. Aquesta obra filosòfica i narrativa aborda la desesperança de manera radical, amb una estructura fragmentària i desarticulada, com si fos un “evangeli de la desesperança”. La novel·la filosofa sobre la futilitat de l’esperança i trenca amb les convencions literàries tradicionals.[2]
- El enigma de la docilidad. Sobre la implicación de la Escuela en el exterminio global de la disensión y de la diferencia.  Virus Editorial, 2005, p. 126. ISBN 9788496044395.
- La bala y la escuela (Holocausto indígena). Modos en que la educación oficial complementa el trabajo represivo de las fuerzas policíaco-militares en los pueblos indios de México.  Virus Editorial, 2009, p. 253. ISBN 9788492559060.
- El educador mercenario.  Brulot, 2009, p. 119. ISBN 8461310810.
- Cadáver a la intemperie. Para una crítica radical de las sociedades democráticas occidentales.  Logofobia, 2013, p. 432. ISBN 9788461646081.
- La necesidad de la palabra para poder callar.  Germinal y Crimental Ediciones, 2013.
- Dulce Leviatán. Críticos, víctimas y antagonistas del Estado del Bienestar.  Bardo Ediciones, 2014, p. 312.
- La gitaneidad borrada. Si alguien te pregunta por nuestra ausencia.  Ediciones marginales, 2016, p. 133.
- Me enseñó a ser árbol. Composiciones intempestivas desde la antipedagogía y la desistematización..  Mar y Tierra Ediciones, 2018, p. 352.
- ’‘El espíritu de la fuga’’. Espanya: Círculo Rojo, 2022. Aquesta novel·la explora temes com la desesperança, el rebuig a les estructures establertes i la reflexió sobre la vida convencional, amb un enfocament filosòfic i poètic. L’obra es presenta com una “novel·la d’antiajuda”, on el protagonista, alter ego de l’autor, qüestiona les normes socials i busca la llibertat a través de la fugida.[3]
- La forja del ciudadano-robot. Virus, capitalismo necrófago y optimización del fascismo democrático.  Ediciones Fantasma, 2024, p. 122. ISBN 978-84-124236-9-3. Aquesta obra analitza com els sistemes polítics i econòmics van aprofitar la crisi sanitària del COVID-19 per optimitzar el capitalisme i el control social, transformant l’individu en un “ciutadà-robot”, sense autonomia ni pensament crític.[4]